# Li Runrun
Li Runrun, född 24 februari 1983, är en friidrottare från Kina. Han deltog vid olympiska sommarspelen 2008.